# Borsa di Atene
La Borsa di Atene (in inglese Athens Stock Exchange o ASE, in greco Χρηματιστήριο Αξιών Αθηνών? o ΧΑΑ) è la borsa valori della capitale greca, aperta nel 1876 e situata, fino al 2007 a Psiris. Oggi ha sede in un moderno edificio al 101 di Athinon Street.

## Aziende quotate

### Banche
- National Bank of Greece
- Commercial Bank of Greece
- Piraeus Bank
- EFG Eurobank-Ergasias
- Agricultural Bank of Greece
- Aspis Bank
- Alpha Bank
- Bank of Greece
- Bank of Attica
- Egnatia Bank
- Geniki Bank
- Bank of Cyprus
- Proton Bank

### Leasing
- Alpha Leasing
- Piraeus Leasing

### Assicurazioni
- Agrotiki Asfalistiki
- Aspis Pronoia
- Ethniki Asfalistiki
- Europaiki Pisti
- Phoenix Metrolife

### Holding
- Albio Holdings
- Alfa-Alfa Holding
- Axon Holding
- Elbisco Holding
- Lamda Development
- Marfin Financial Group
- Solvency International Participations
- Viohalco
- Delta Holdings
- Attica Holdings
- Technical Olympic
- Fourlis Holding
- Hadjioannou Holding

### Telecomunicazioni
- OTE
- Lan-net
- Cosmote
- Forthnet

### Trasporti
- Olympic Airways
- ANEK Lines
- Blue Star Group
- Minoan Lines
- NEL

### Hotel
- Astir Palace
- GEKE
- Lampsa

### Commercio
- Jumbo
- Microland
- Elephant
- Multirama
- Moda Bagno
- Notos Com Holdings
- Sprider stores
- Atlantic Supermarkets
- AB Vasilopoulos
- Vardas
- Ikona-Hxos
- Hlektroniki Athinon
- Duty Free Shops